# Disha Patani
Disha Patani (Bareilly, Uttar Pradesh, 13 de junio de 1992), actriz del cine indio y modelo. Fue la primera subcampeona femenina Miss India Indore en 2013. Debutó en Bollywood en la película biográfica de Neeraj Pandey, M.S. Dhoni: The Untold Story (2016), junto a Sushant Singh Rajput.

## Origen y educación
Patani nació en Bareilly, India. Estudió en B.Tech en CSE de Amity University, Lucknow. [cita requerida]

## Filmografía
| Año  | Película                | Personaje    | Lenguaje     | Notas                  |
| ---- | ----------------------- | ------------ | ------------ | ---------------------- |
| 2015 | Loafer                  | Mouni        | Telugu       | Debut Telugu Película  |
| 2016 | Dhoni: The Untold Story | Priyanka Jha | Hindi        | Película Hindi Debut   |
| 2017 | Kung Fu Yoga            | Ashmita      | Hindi, Chino | Coestrella Jackie Chan |